# Główka (Kowale Oleckie)
Główka ist eine Ortschaft in der polnischen Woiwodschaft Ermland-Masuren und gehört zur Landgemeinde Kowale Oleckie (Kowahlen, 1938–1945 Reimannswalde) im Powiat Olecki (Kreis Oletzko, 1933–1945 Kreis Treuburg).
Główka liegt im Nordosten der Woiwodschaft Ermland-Masuren, 27 Kilometer nordwestlich der Kreisstadt Olecko (Marggrabowa, 1928–1945 Treuburg). Es ist von der Woiwodschaftsstraße DW 650 aus zu erreichen: über einen weniger als zwei Kilometer entfernten namensgleichen Ort Główka (Glowken, 1938–1945 Thomasfelde) oder auf einer Nebenstraße von Boćwinka (Bodschwingken, 1938–1945 Herandsthal) über Dąbie (Eichenort) in Richtung Gieraliszki (Gerehlischken, 1938–1945 Gerwalde).
Die Geschichte des Ortes ist nicht bekannt. Es ist nicht unwahrscheinlich, dass er an der Stelle sich befindet, wo bis 1945 das Gut Herzogsthal lag, das zum Kreis Goldap gehörte. 
Główka, über dessen Beziehung zum gleichnamigen Nachbarort – allerdings zur Gmina Gołdap gehörend – ebenfalls nichts bekannt ist, gehört zum Schulzenamt (polnisch Sołectwo) Czerwony Dwór (Rothebude), einem Ortsteil der Landgemeinde Kowale Oleckie im Powiat Olecki in der Woiwodschaft Ermland-Masuren.
Kirchlicherseits ist Główka in die Pfarrei Grabowo (Grabowen, 1938–1945 Herandsthal) im Bistum Ełk (Lyck) der Katholischen Kirche in Polen eingegliedert bzw. gehört zur Kirche in Gołdap in der Diözese Masuren der Evangelisch-Augsburgischen Kirche in Polen.